# UCI Àfrica Tour 2020
L'UCI Àfrica Tour 2020 és la setzena edició de l'UCI Àfrica Tour, un dels cinc circuits continentals de ciclisme de la Unió Ciclista Internacional.
La pandèmia per coronavirus obligà a suspendre un bon nombre de curses de la temporada.

## Evolució del calendari

### Octubre 2019
| Data | Cursa        | País         | Cat. | Vencedor      | Equip                       | Ref.  |
| ---- | ------------ | ------------ | ---- | ------------- | --------------------------- | ----- |
| 25-3 | Tour de Faso | Burkina Faso | 2.2  | Dário António | BAI–Sicasal–Petro de Luanda | [ 2 ] |

### Novembre 2019
| Data  | Cursa            | País    | Cat. | Vencedor         | Equip                    | Ref.  |
| ----- | ---------------- | ------- | ---- | ---------------- | ------------------------ | ----- |
| 10-17 | Tour del Senegal | Senegal | 2.2  | Didier Munyaneza | Benediction Excel Energy | [ 3 ] |

### Gener
| Data  | Cursa                  | País  | Cat. | Vencedor         | Equip                               | Ref.  |
| ----- | ---------------------- | ----- | ---- | ---------------- | ----------------------------------- | ----- |
| 20-26 | Tropicale Amissa Bongo | Gabon | 2.1  | Jordan Levasseur | Natura4Ever-Roubaix Lille Métropole | [ 4 ] |

### Febrer
| Data | Cursa          | País   | Cat. | Vencedor           | Equip   | Ref.  |
| ---- | -------------- | ------ | ---- | ------------------ | ------- | ----- |
| 23-1 | Tour de Rwanda | Ruanda | 2.1  | Natnael Tesfatsion | Eritrea | [ 5 ] |

### Novembre
| Data  | Cursa                   | País    | Cat. | Vencedor      | Equip  | Ref. |
| ----- | ----------------------- | ------- | ---- | ------------- | ------ | ---- |
| 18-22 | Gran Premi Chantal Biya | Camerun | 2.2  | Moïse Mugisha | Rwanda |      |

## Classificacions
- Nota: classificacions definitives a 10 de novembre.[6][7]

| #  | Ciclista            | Equip                        | Punts |
| -- | ------------------- | ---------------------------- | ----- |
| 1  | Daryl Impey         | Mitchelton-Scott             | 575   |
| 2  | Biniyam Ghirmay*    | Nippo Delko One Provence     | 361   |
| 3  | Natnael Tesfatsion* | NTT Continental Cycling Team | 268   |
| 4  | Youcef Reguigui     | Terengganu Inc-TSG           | 172   |
| 5  | Louis Meintjes      | NTT Pro Cycling              | 143   |
| 6  | Ryan Gibbons        | NTT Pro Cycling              | 138   |
| 7  | Moise Mugisha       | SKOL Adrien Cycling Team     | 124   |
| 8  | Dirk Coetzee        |                              | 110   |
| 9  | Kent Main           | ProTouch                     | 101   |
| 10 | Dan Craven          |                              | 100   |

| # | Equip                             | Punts |
| - | --------------------------------- | ----- |
| 1 | ProTouch                          | 188   |
| 2 | SKOL Adrien Cycling Team          | 93    |
| 3 | Benediction Ignite XL             | 70    |
| 4 | Groupement Sportif des Pétroliers | 63    |
| 5 | BAI Sicasal Petro de Luanda       | 35    |
| 6 | Sidi Ali Pro Cycling Team         | 13    |

| #  | País         | Punts |
| -- | ------------ | ----- |
| 1  | Sud-àfrica   | 1212  |
| 2  | Eritrea      | 911   |
| 3  | Namíbia      | 461   |
| 4  | Algèria      | 249   |
| 5  | Ruanda       | 225   |
| 6  | Maurici      | 150   |
| 7  | Angola       | 90    |
| 8  | Etiòpia      | 71    |
| 9  | Burkina Faso | 52    |
| 10 | Marroc       | 22    |

| #  | País         | Punts |
| -- | ------------ | ----- |
| 1  | Eritrea      | 759   |
| 2  | Sud-àfrica   | 208   |
| 3  | Maurici      | 85    |
| 4  | Namíbia      | 50    |
| 5  | Ruanda       | 49    |
| 6  | Etiòpia      | 47    |
| 7  | Angola       | 42    |
| 8  | Burkina Faso | 35    |
| 9  | Uganda       | 15    |
| 10 | Algèria      | 11    |